# The Velvet Underground and Nico: A Symphony of Sound
The Velvet Underground and Nico: A Symphony of Sound (de 1966) é um filme experimental de Andy Warhol.
A filmagem ocorreu na "The Factory", o antigo estúdio de Andy Warhol em Nova Iorque, conta com 70 minutos de duração, é preto-e-branco, e foi filmado com uma câmera de 16 mm.
O filme mostra um ensaio da banda Velvet Underground, na companhia de Nico, e trata-se de uma grande improvisação. No fim do filme, o ensaio da banda é interrompido pela chegada da polícia, supostamente devido ao barulho.
A filmagem ocorreu em janeiro de 1966.
| “ | O negócio é que Andy Warhol trabalha bastante. Uma das coisas que você pode aprender estando na Factory é que, se você quiser fazer alguma coisa, então você deve trabalhar bastante. Se você não trabalhar duro o tempo todo, bom, então nada vai acontecer. E Andy trabalha mais do que qualquer pessoa que eu conheço... Sempre que ele me perguntava quantas músicas eu fiz, e não importa qual fosse o número, ele falava "você precisa fazer mais". | ” |